# Rychlostní silnice S16 (Rakousko)
Rychlostní silnice S16 (německy Schnellstraße S16, Arlberg Schnellstraße) je rychlostní silnice v Rakousku ve spolkových zemích Tyrolsko a Vorarlbersko. Vede horským terénem a na trase se nachází celkem 17 tunelů. Rychlostní silnice spojuje dálnice A12 a A14, na které přímo navazuje. Rychlostní silnice je součástí evropské silnice E60. Délka rychlostní silnice je 62,2 km.
Na trase se nachází nejdelší silniční tunel v Rakousku – Arlberský tunel s délkou 13,972 km, který je zpoplatněný speciálním mýtným poplatkem. Převážná většina rychlostní silnice je vybudována jen v polovičním profilu.

## Objekty na trase
- Km 1 Zams
- Km 3 Perjentunel 2963m
- Km 5 Landeck-west
- Km 5 Tunel gernau 356m
- Km 6 Tunel pians 1544m
- Km 8 Pians/paznau
- Km 9 Tunel strengen 5851m
- Km 14 Flirsch
- Km 14 Tunel Gondebach 1517m
- Km 15 Tunel Gondebach2 340m
- Km 16 Tunel Aussere 492m
- Km 17 Tunel Malbrobach 317m
- Km 17 Pettneu
- Km 23 Sankt Anton im Arlberg
- Km 23 Tunel Arlberg 15 508m
- Km 39 Langen am Arlberg
- Km 39 Tunel Langen 2 280m
- Km 43 Wald am Arlberg
- Km 45 Tunel Dalaas 1 810m
- Km 50 Dalaas
- Km 53 Braz
- Km 60 Bings
- Km 61 Bludenz-Montafon
- Km 61 Konec rychlostní silnice s16 dál pokračuje jako Dálnice A14 směr Bregenz

## Galerie

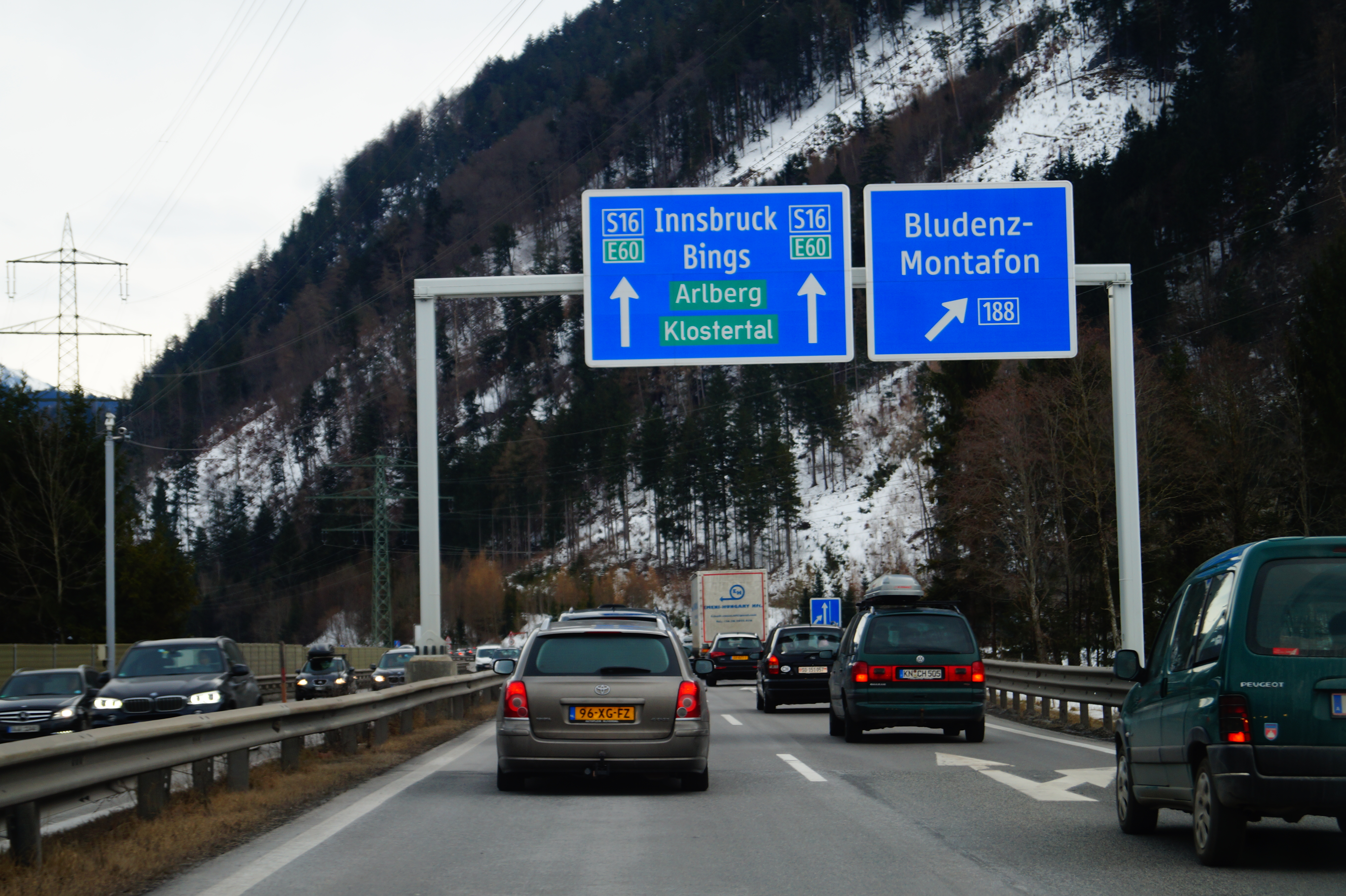
S16 u výjezdu Montafon směrem na Innsbruck
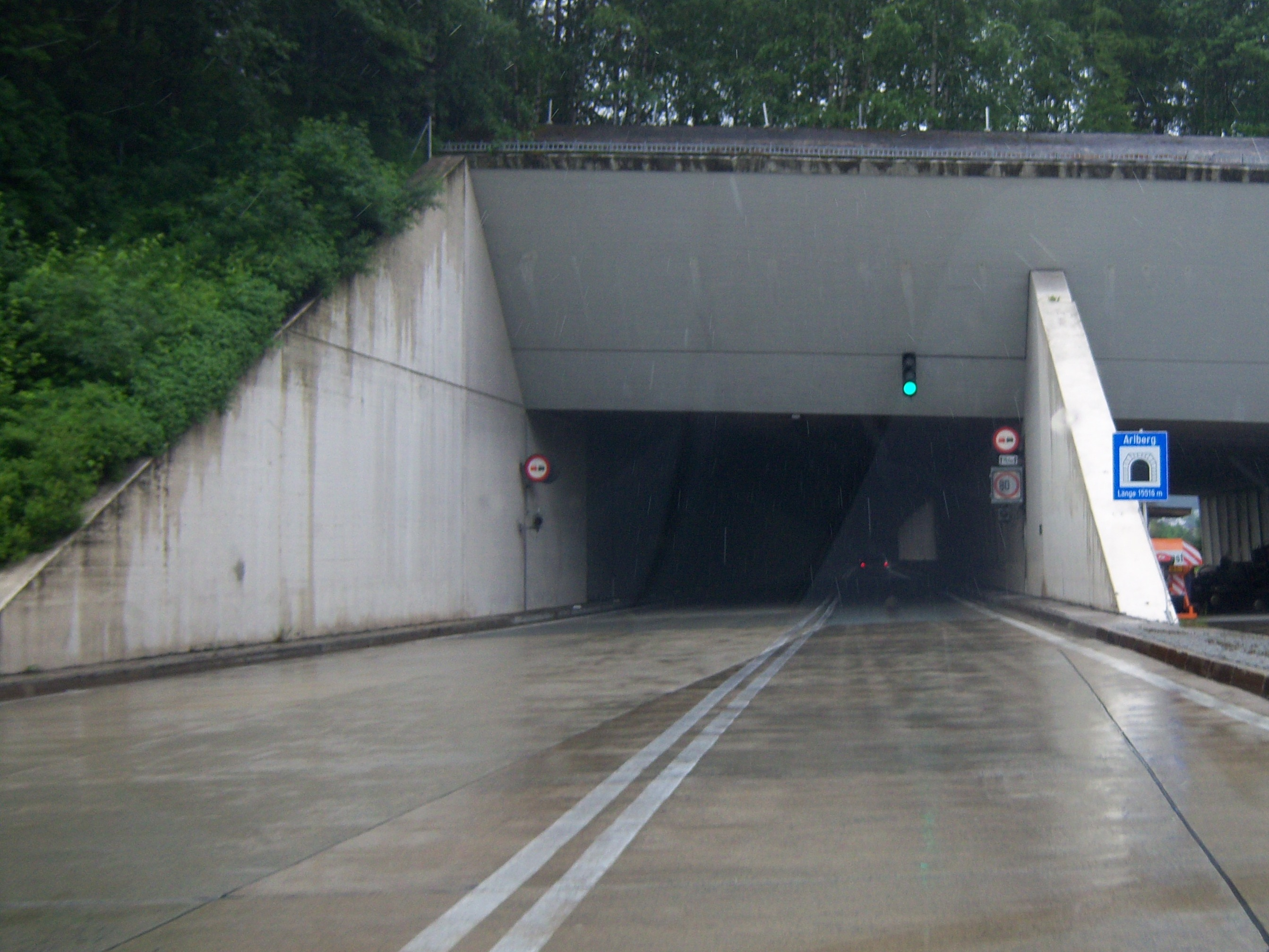
Silnice S16 před tunelem ve směru na Bregenz